# Lady Gaga dalainak listája

Lady Gaga előadás közben a Joanne World Tour (2017-2018) egyik állomásán fehér ruhában, amelyet dal- és albumcímek, illetve dalszövegek borítanak

Lady Gaga amerikai énekesnő-dalszerző és producer hét stúdióalbumhoz és három középlemezhez (EP) vett fel anyagokat, valamint más előadók felvételein is feltűnt közreműködő előadóként. Miután a Def Jam Recordings kiadó szerződést bontott vele, Gaga a Sony/ATV Music Publishing-nek kezdett dolgozni dalszövegíróként, ahol Akon felkarolta és segített neki, hogy 2007-ben leszerződhessen az Interscope Records-hoz és saját kiadójához, a KonLive Distributionhöz.
Az Interscope-pal kötött szerződést követően Gaga megkezdte a The Fame című debütáló stúdióalbumának munkálatait, amely 2008-ban jelent meg. A lemezről olyan világslágerek jelentek meg, mint a Just Dance és a Poker Face. Az énekesnő több producerrel is együtt dolgozott, legnagyobb sikereit RedOne-nal, Fernando Garibay-jel, Martin Kierszenbaummal és Rob Fusarival érte el. A leginkább a 80-as évek popzenéjére emlékeztető album a hírnév iránti vágyakozásról szól, de olyan témák is előkerülnek rajta, mint a szerelem, a szexualitás, a pénz és a drogok. Első albumának újra kiadásaként, 2009-ben megjelent a The Fame Monster című középlemez, melyen nyolc újabb dal kapott helyet, köztük az Alejandro, a Telephone, a Bad Romance, valamint a Speechless, melyet kizárólag Gaga szerzett. Az EP a hírnév sötétebb oldalát mutatja be.
2011-ben jelent meg Gaga második stúdióalbuma, a Born This Way. Az énekesnő újra együtt dolgozott RedOne-nal és Garibay-jel, illetve olyan zenészeket vont be a projektbe, mint DJ Snake, DJ White Shadow, Jeppe Laursen, és Robert John "Mutt" Lange, aki a Gaga által írt You and I című country-rock dal produceri munkálatait végezte. Az albumon többek között olyan jelenkori társadalmi témák kerülnek terítékre, mint a szabadság, öntudatosság, szexualitás, feminizmus, vagy a vallás. Az erősen szintipop és dance-pop hatás mellett Gaga új zenei téren mozgott, úgy mint az elektronikus rock és a techno. A lemezen spanyol (Americano), valamint német nyelven (Scheiße) is énekel Gaga.
2013-ban kiadott EDM műfajú Artpop című harmadik nagylemezéről megjelentek az Applause, valamint a Do What U Want című dalok. Vezető producereknek korábbi társait, DJ White Shadowt és RedOne-t kérte fel, illetve először dolgozott együtt Zedd-del és Madeonnal. Az „ünneplésként és egy költői zenei utazásként” leírt album az énekesnő személyes véleményét tükrözi a hírnévről, szerelemről, szexről, függőségekről, a médiáról és a művészetekről. 2014-ben Gaga Tony Bennett-tel közösen kiadta Cheek to Cheek című dzsesszalbumát, melyen dzsessz-sztenderdek találhatóak olyan nagy sikerű dzsessz szerzőktől, mint George Gershwin, Cole Porter, Jerome Kern és Irving Berlin. Ötödik stúdióalbuma, a Joanne (2016) az énekesnő személyesebb albumai közé tartozik és nagy hangsúlyt kap a család szerepe. A lemezen Gaga Mark Ronsonnal kollaborált. 2020-as Chromatica című albumával Gaga visszatért a dance-pop gyökereihez és többek között megénekli a mentális egészséggel és a depresszióval kapcsolatos küzdelmeit. Az albumon olyan vendégelőadók szerepelnek, mint Ariana Grande, a Blackpink és Elton John. Második közös albuma Bennett-tel Love for Sale címmel 2021-ben jelent meg, amelyen a duó Cole Porter-dalokat dolgozott fel.
Stúdióalbumain túl Gaga több filmzenei projektben is részt vett. A The Hunting Ground című filmhez felvette a Til It Happens to You-t, valamint a Fashion-t az Egy boltkóros naplója című filmhez. 2018-ban jelent meg a Bradley Cooperrel közösen felvett A Star Is Born című filmzenei album, amely a Csillag születik (2018) című filmhez készült. Az album blues rock, country és pop elemeket tartalmaz. A 2022-es Top Gun: Maverick című filmhez Gaga megírta a Hold My Hand című dalt, valamint Hans Zimmer és Harold Faltermeyer mellett a film zenéjét is ő szerezte.

## Dalok

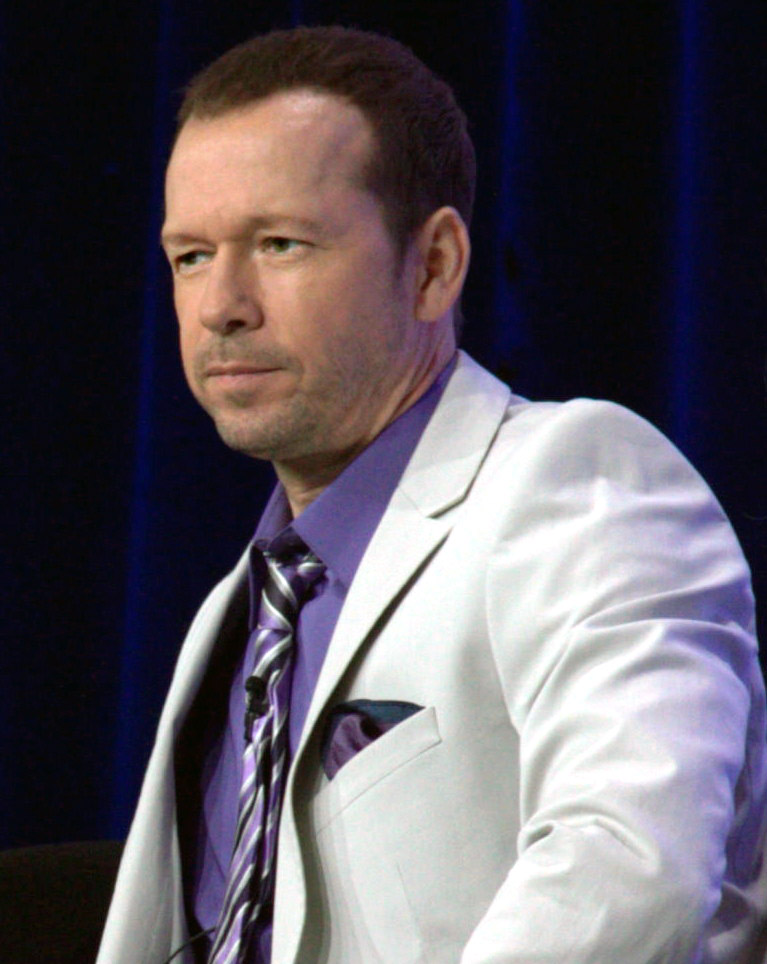
Donnie Wahlberg volt a Big Girl Now egyik társszerzője, amely egy Gaga közreműködésével készült New Kids on the Block-szám.

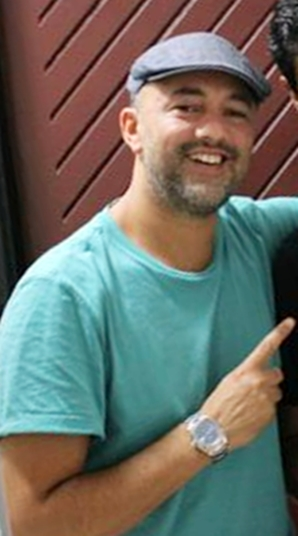
RedOne számos dal megírásában volt Gaga társa. Többek között ő szerezte a Just Dance című számot, amely elérte a Billboard Hot 100 lista csúcsát.

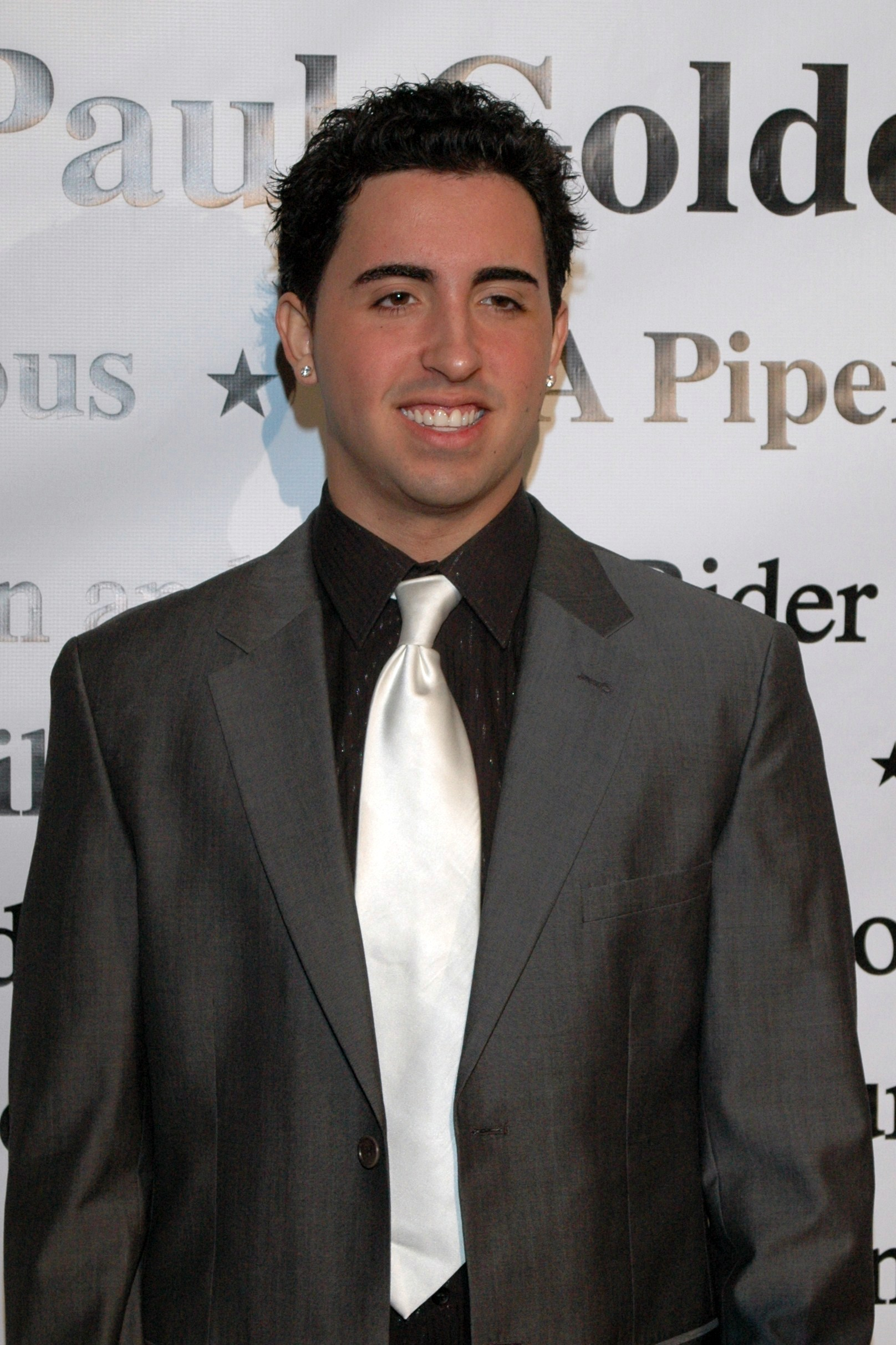
Colby O’Donis közreműködő előadóként tűnik fel a Just Dance-ben.

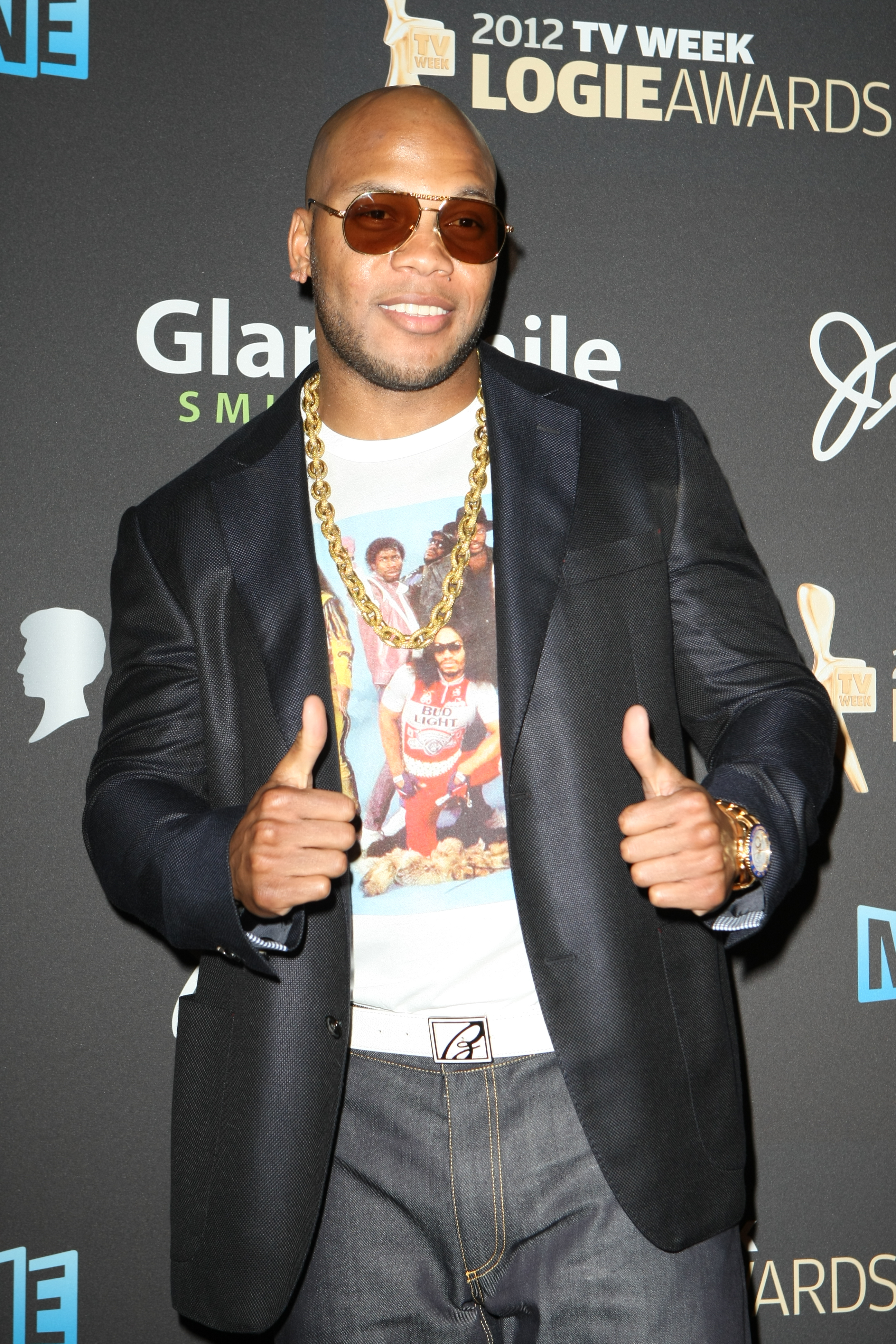
Flo Rida részt vett a Starstruck írásában.

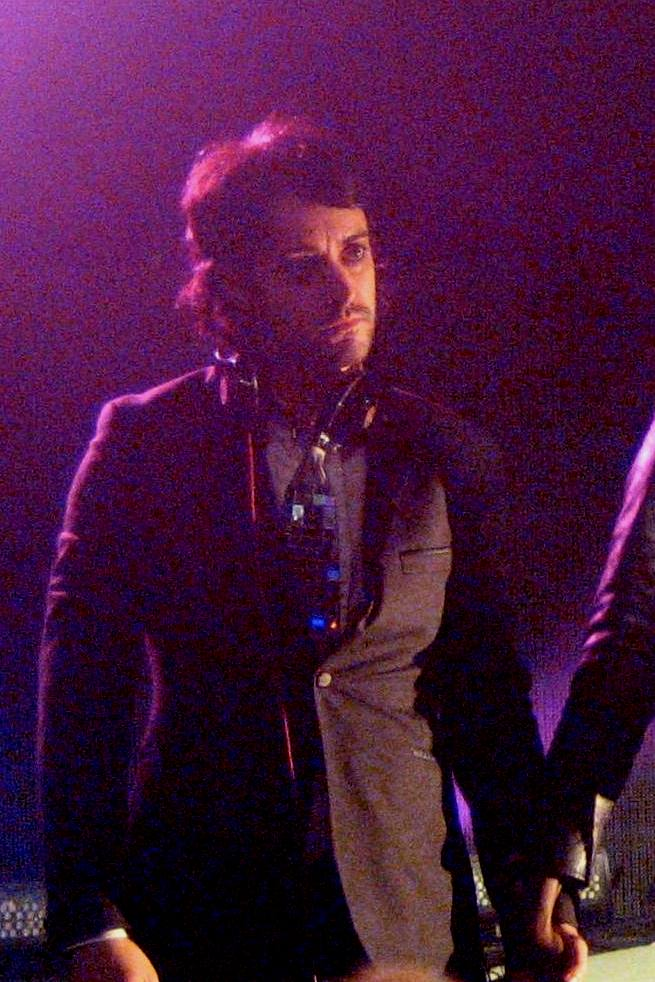
Nick Dresti Gagával közösen írta a Monster, a So Happy I Could Die, és a Starstruck című dalokat.

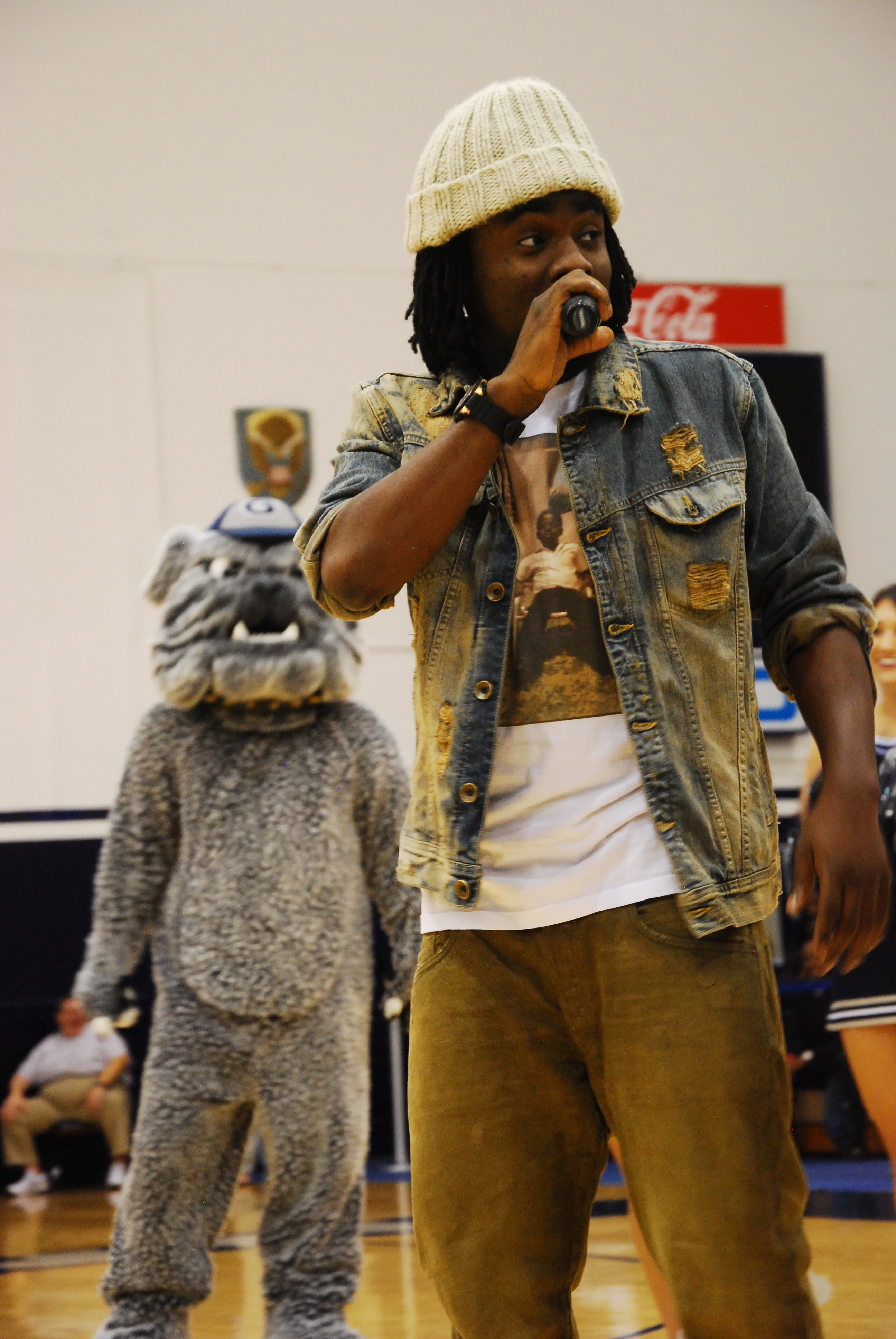
Gaga közreműködő előadó volt a rapper Wale Chillin című dalában.

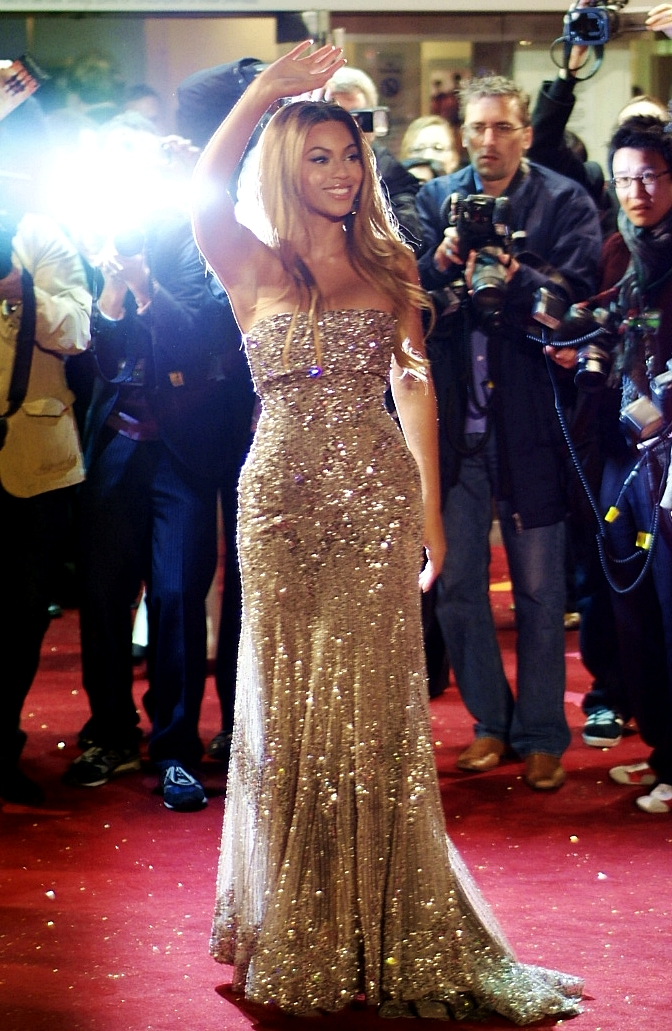
Beyoncé részt vett a Telephone szerzésében. Korábban már dolgozott együtt Gagával a Video Phone remix változatán.

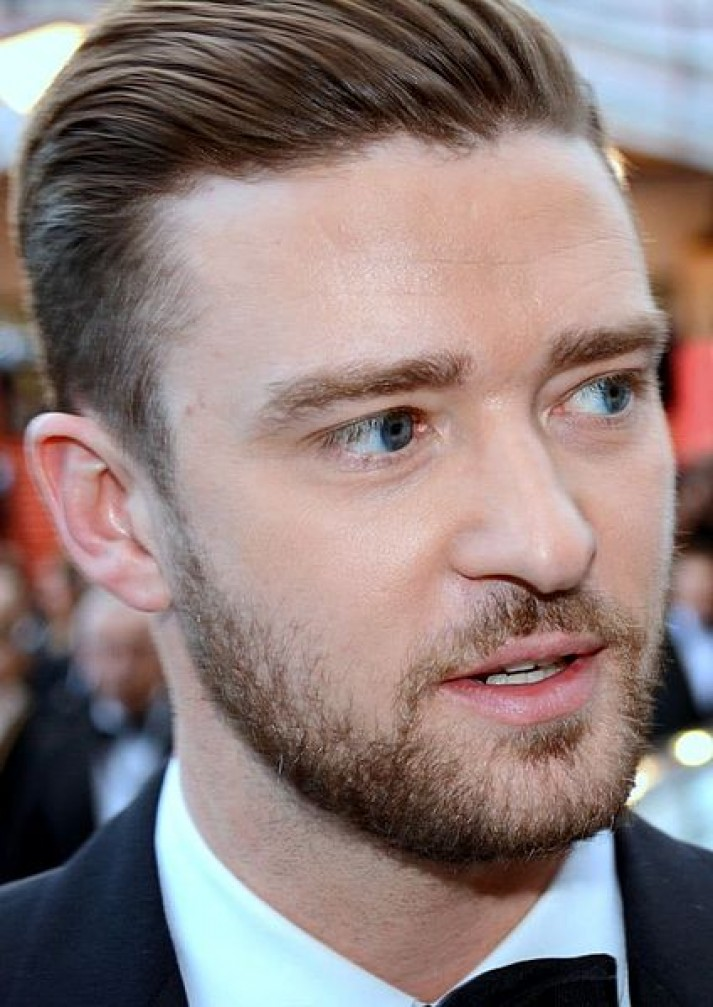
Justin Timberlake és Gaga közreműködő előadók voltak a The Lonely Island 3-Way (The Golden Rule) című dalában.

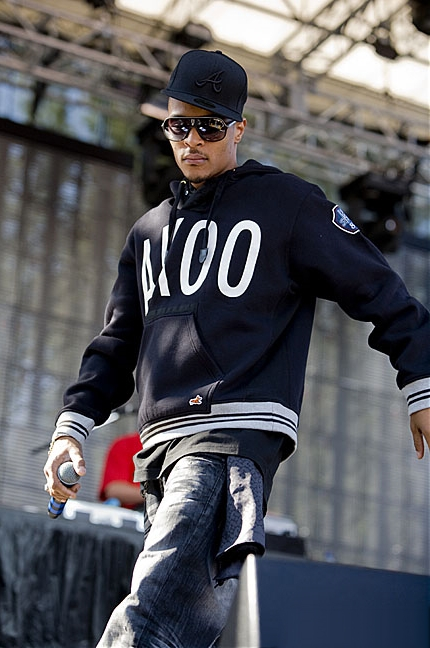
T.I. a Jewels N’ Drugs egyik társszerzője és közreműködő előadója.

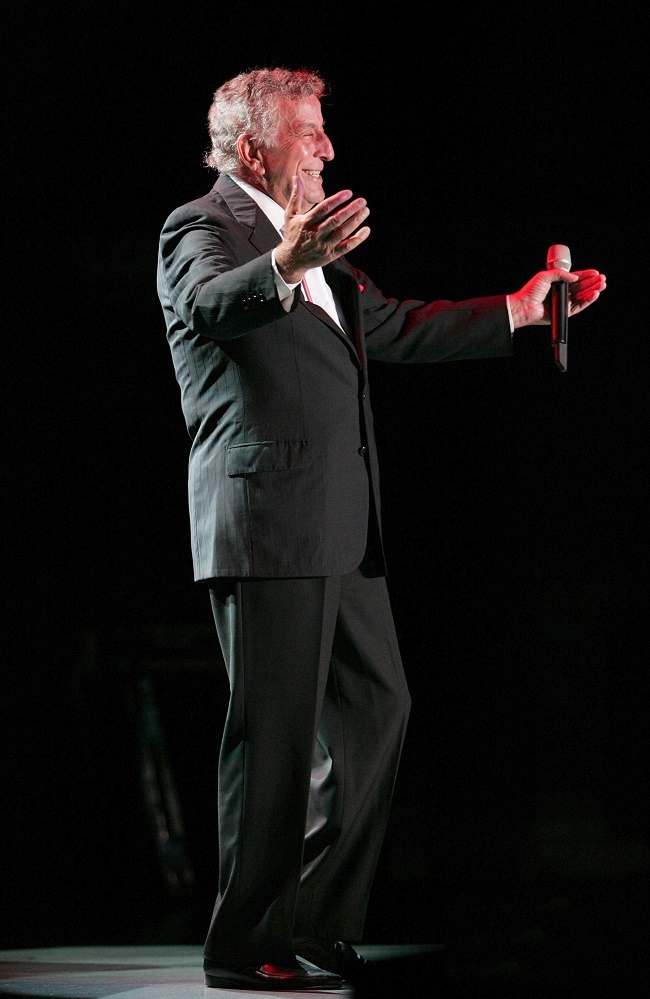
Tony Bennett együtt dolgozott Gagával a The Lady Is a Tramp című dalon, majd a Cheek to Cheek (2014) és a Love for Sale (2021) című jazzalbumokon.

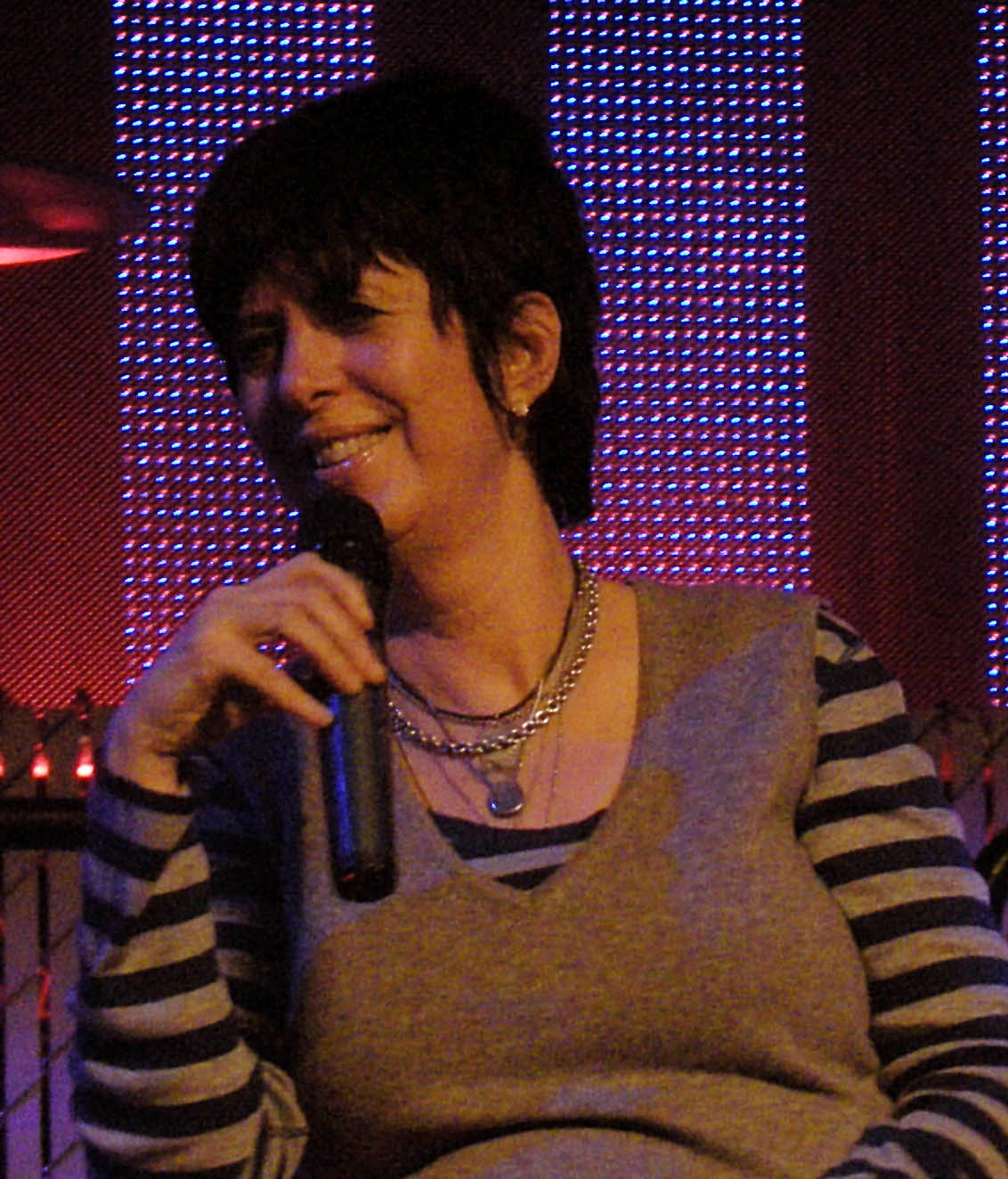
Diane Warren volt a Til It Happens to You társszerzője, amely a 2015-ös The Hunting Ground című dokumentumfilmhez készült.

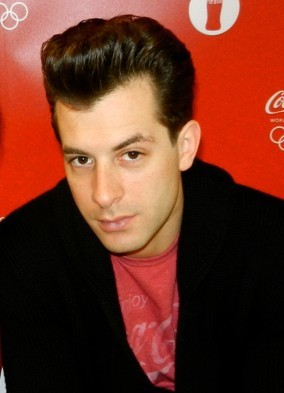
Mark Ronson executive producere volt a Joanne albumnak és számos dal szerzésében részt vett rajta.

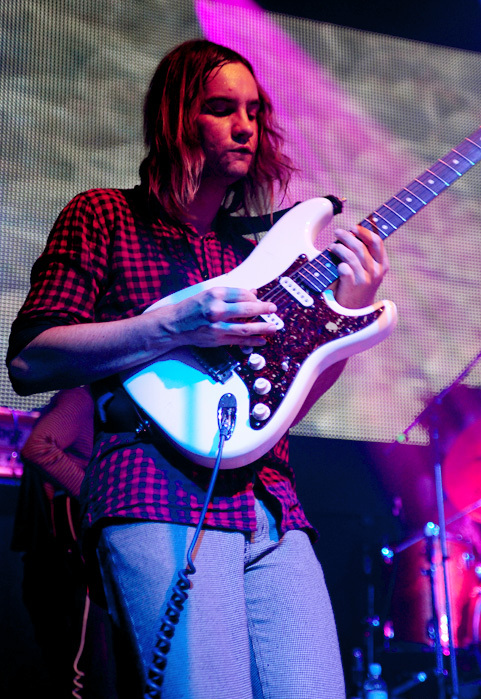
Kevin Parker volt a Perfect Illusion egyik társszerzője, valamint a produceri munkálatokban is részt vett.

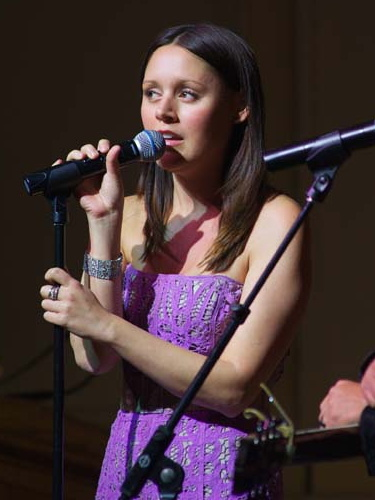
Hillary Lindsey részt vett az A-Yo, a Million Reasons és a Grigio Girls című dalok szerzésében.

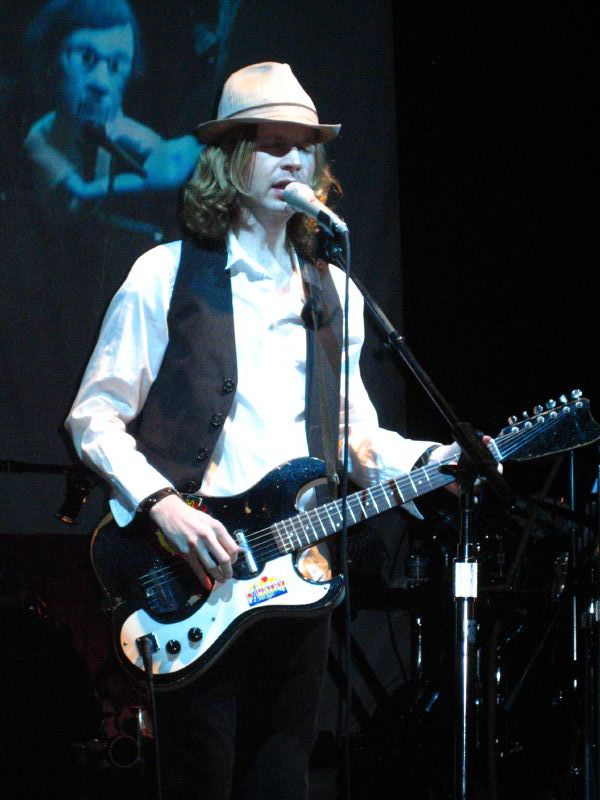
Beck volt a Dancin’ in Circles egyik társszerzője.

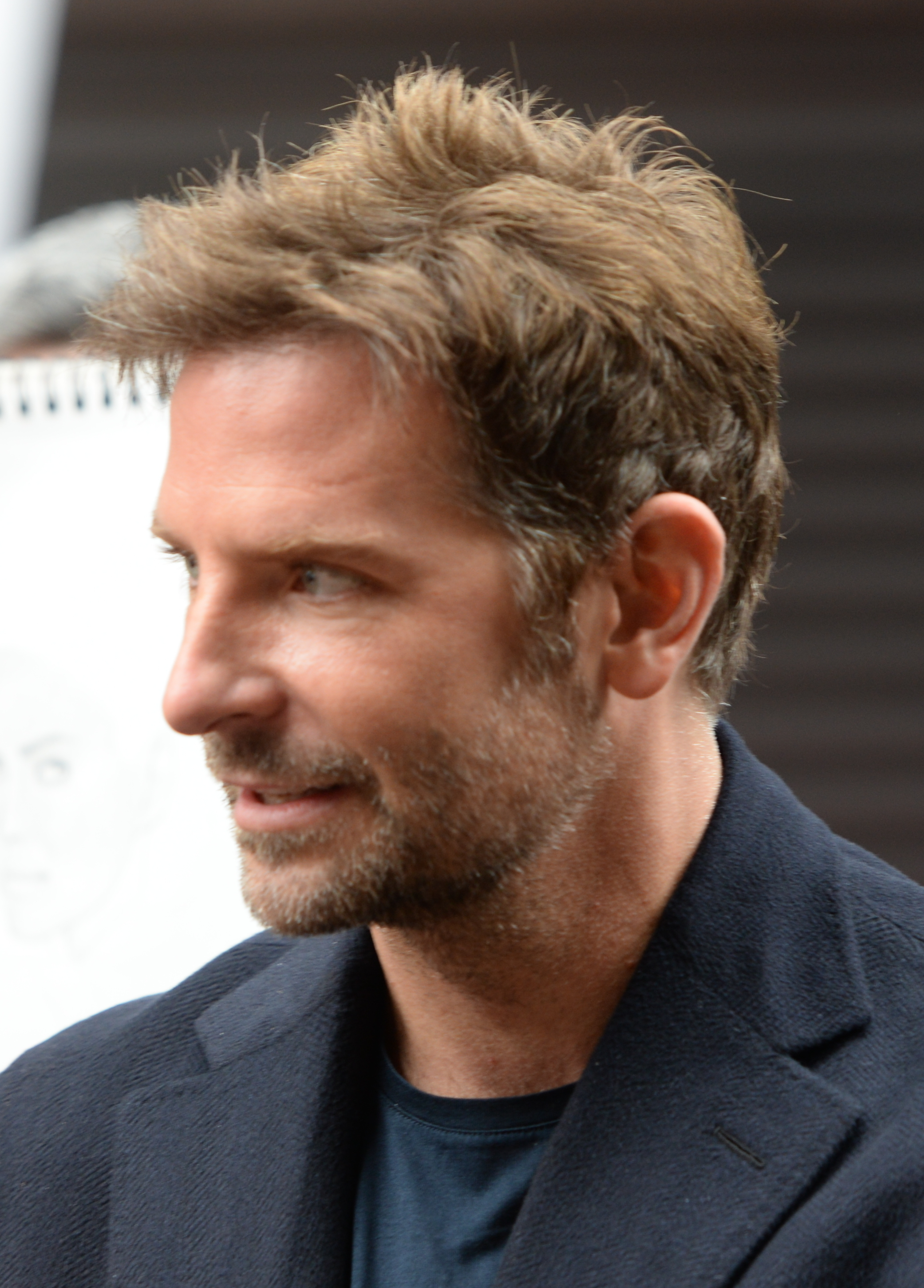
Gaga Bradley Cooperrel közösen dolgozott a Csillag születik című filmhez készült filmzenei albumon.

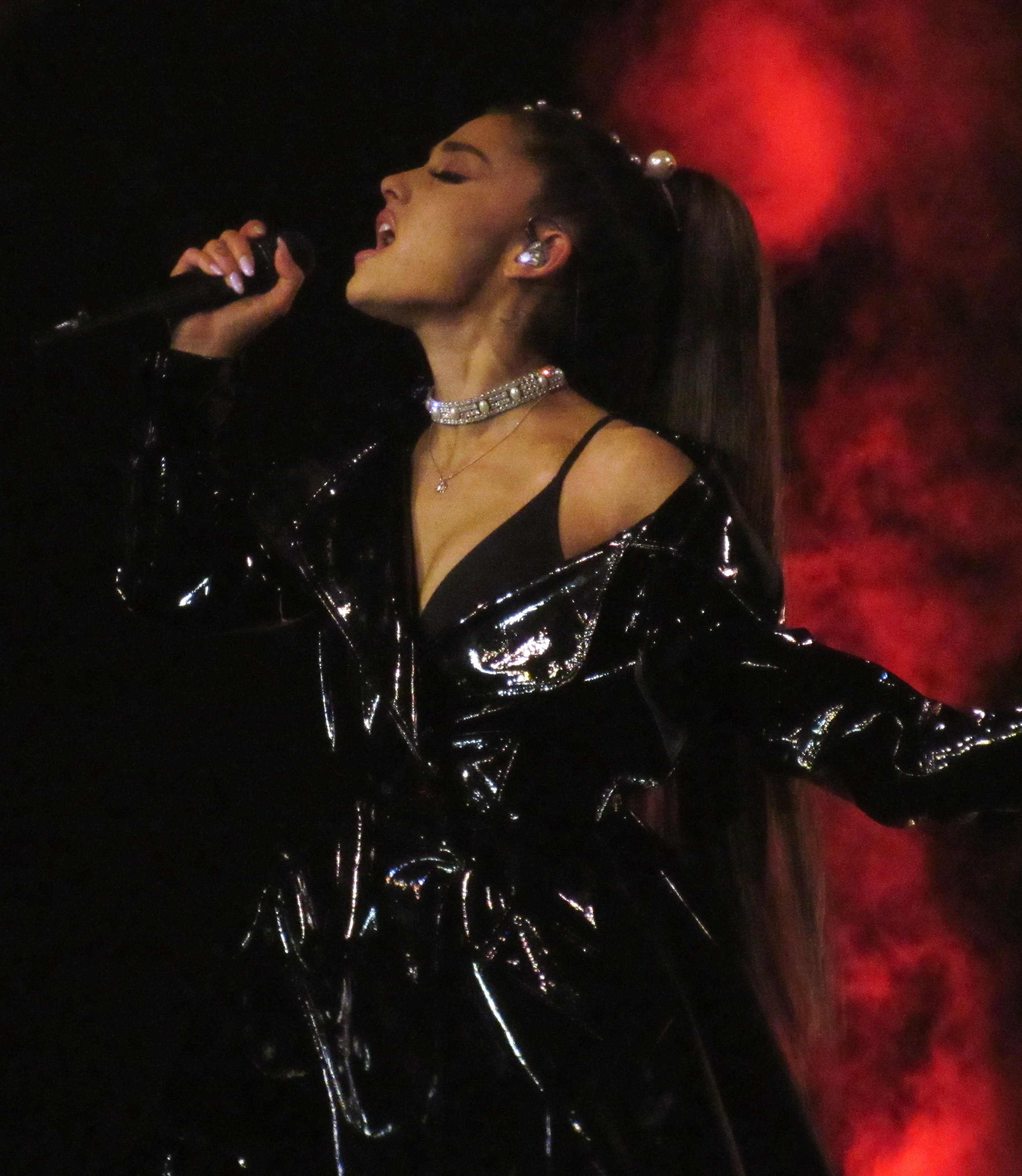
Ariana Grande a Rain on Me című dal egyik társszerzője és közreműködő előadója.

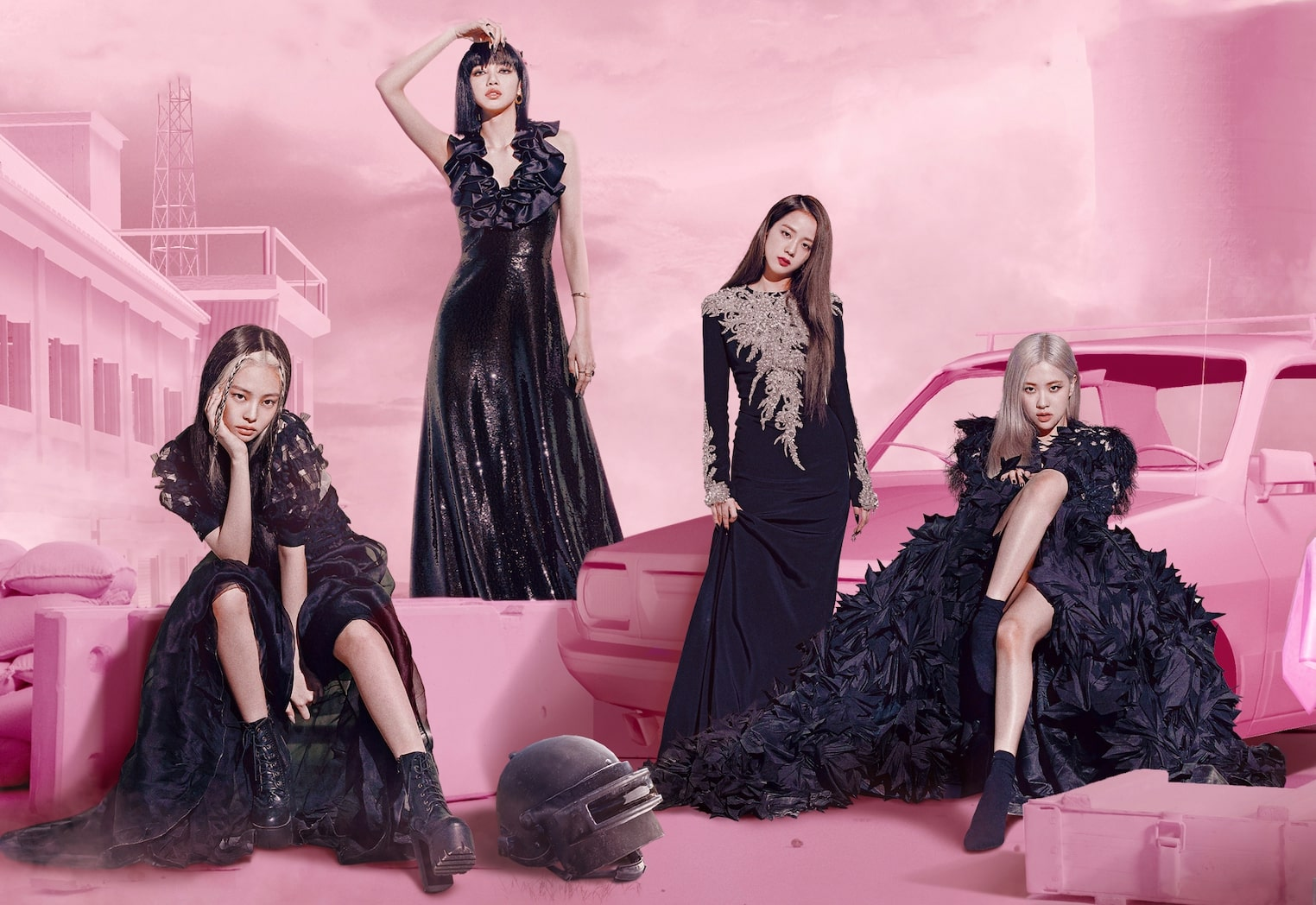
A dél-koreai Blackpink lánycsapat együttműködött Gagával a Sour Candy című dalban.

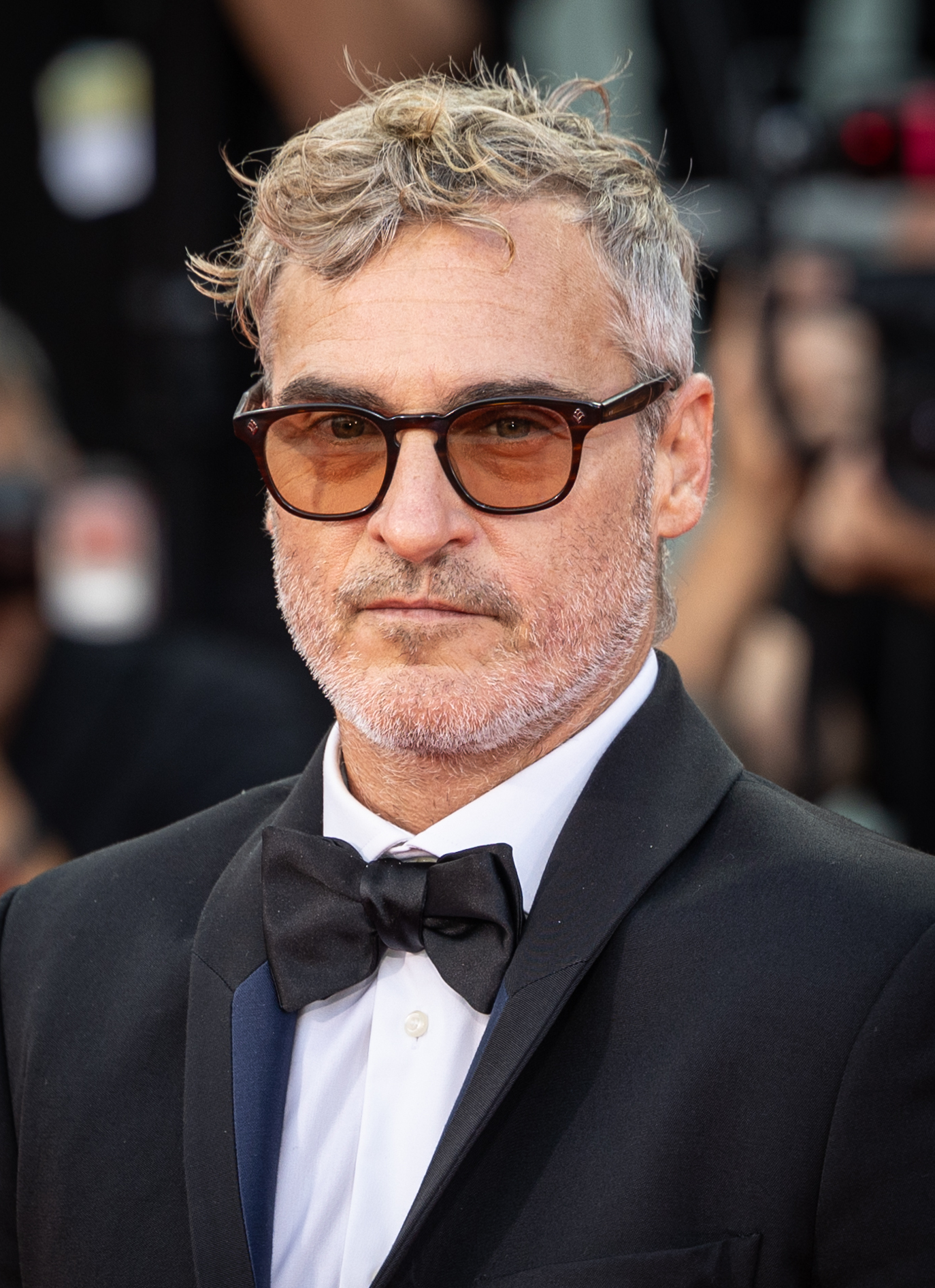
Joaquin Phoenix együtt dolgozott Gagával a Joker: Kétszemélyes téboly (2024) filmzenéjén.

|  | Nem angol dalszöveget tartalmazó dal       |
|  | Dalok, melyekben Lady Gaga hattérvokálozik |
|  | Dalok, melyeket Lady Gaga feldolgozott     |
|  | Kizárólag Lady Gaga által írt dal          |

| Dal                                                                       | Más előadó(k)                             | Dalszerző(k) | Album                                                       | Év   | Forr.         |
| ------------------------------------------------------------------------- | ----------------------------------------- | --- | ----------------------------------------------------------- | ---- | ------------- |
| 1000 Doves                                                                | Nincs                                     | Lady Gaga BloodPop Martin Joseph Léonard Bresso Ely Rise | Chromatica                                                  | 2020 | [ 14 ]        |
| 1000 Doves (Piano Demo)                                                   | Nincs                                     | Lady Gaga BloodPop Martin Joseph Léonard Bresso Ely Rise | Chromatica                                                  | 2020 | [ 14 ]        |
| 3-Way (The Golden Rule)                                                   | The Lonely Island Justin Timberlake       | Andy Samberg Akiva Schaffer Jorma Taccone Justin Timberlake Alex Schwartz Joe Khajadourian                                                                          | The Wack Album                                              | 2011 | [ 15 ]        |
| 911                                                                       | Nincs                                     | Lady Gaga BloodPop Madeon Justin Tranter | Chromatica                                                  | 2020 | [ 14 ]        |
| A-Yo                                                                      | Nincs                                     | Lady Gaga Hillary Lindsey Mark Ronson BloodPop | Joanne                                                      | 2016 | [ 16 ]        |
| Abracadabra                                                               | Nincs                                     | Lady Gaga Andrew Watt Henry Walter Susan Ballion Peter Edward Clarke John McGeoch Steven Severin                                                                    | Mayhem                                                      | 2025 | [ 17 ]        |
| Again Again                                                               | Nincs                                     | Lady Gaga Rob Fusari | The Fame                                                    | 2008 | [ 18 ]        |
| Alejandro                                                                 | Nincs                                     | Lady Gaga RedOne | The Fame Monster                                            | 2009 | [ 19 ]        |
| Alice                                                                     | Nincs                                     | Lady Gaga BloodPop Axel Hedfors Justin Tranter Johannes Klahr | Chromatica                                                  | 2020 | [ 14 ]        |
| Always Remember Us This Way                                               | Nincs                                     | Lady Gaga Natalie Hemby Hillary Lindsey Lori McKenna | A Star Is Born                                              | 2018 | [ 20 ]        |
| Americano                                                                 | Nincs                                     | Lady Gaga Fernando Garibay Paul "DJ White Shadow" Blair | Born This Way                                               | 2011 | [ 22 ]        |
| Angel Down                                                                | Nincs                                     | Lady Gaga RedOne | Joanne                                                      | 2016 | [ 16 ]        |
| Angel Down (Work Tape)                                                    | Nincs                                     | Lady Gaga RedOne | Joanne                                                      | 2016 | [ 16 ]        |
| Anything Goes                                                             | Tony Bennett                              | Cole Porter | Cheek to Cheek                                              | 2014 | [ 23 ]        |
| Applause                                                                  | Nincs                                     | Lady Gaga Paul "DJ White Shadow" Blair Dino Zisis Nick Monson Martin Bresso Nicholas Mercier Julien Arias William Grigahcine                                        | Artpop                                                      | 2013 | [ 24 ]        |
| Artpop                                                                    | Nincs                                     | Lady Gaga Paul "DJ White Shadow" Blair Dino Zisis Nick Monson | Artpop                                                      | 2013 | [ 24 ]        |
| Aura                                                                      | Nincs                                     | Lady Gaga Anton Zaslavski Amit Duvdevani Erez Eisen | Artpop                                                      | 2013 | [ 24 ]        |
| Baby, It’s Cold Outside                                                   | Tony Bennett                              | Frank Loesser | Nem jelent meg albumon                                      | 2015 | [ 25 ]        |
| Babylon                                                                   | Nincs                                     | Lady Gaga BloodPop Matthew Burns | Chromatica                                                  | 2020 | [ 14 ]        |
| Bad Kids                                                                  | Nincs                                     | Lady Gaga Jeppe Laursen Fernando Garibay Paul "DJ White Shadow" Blair                                                                                               | Born This Way                                               | 2011 | [ 22 ]        |
| Bad Romance                                                               | Nincs                                     | Lady Gaga RedOne | The Fame Monster                                            | 2009 | [ 19 ]        |
| Bang Bang (My Baby Shot Me Down) (Live from Jazz at Lincoln Center)       | Nincs                                     | Sonny Bono | Cheek to Cheek                                              | 2014 | [ 23 ]        |
| The Beast                                                                 | Nincs                                     | Lady Gaga Andrew Watt Henry Walter Michael Polansky | Mayhem                                                      | 2025 | [ 17 ]        |
| Beautiful, Dirty, Rich                                                    | Nincs                                     | Lady Gaga Rob Fusari | The Fame                                                    | 2008 | [ 18 ]        |
| Before I Cry                                                              | Nincs                                     | Lady Gaga Mark Nilan Jr. Nick Monson Paul "DJWS" Blair | A Star Is Born                                              | 2018 | [ 20 ]        |
| Bewitched                                                                 | Joaquin Phoenix                           | Richard Rodgers Lorenz Hart | Joker: Folie à Deux                                         | 2024 | [ 27 ]        |
| Bewitched, Bothered and Bewildered (Live from Jazz at Lincoln Center)     | Nincs                                     | Richard Rodgers Lorenz Hart | Cheek to Cheek                                              | 2014 | [ 23 ]        |
| Big Girl Now                                                              | New Kids on the Block                     | RedOne Donnie Wahlberg Jordan Knight | The Block                                                   | 2008 | [ 28 ]        |
| Bitch, Don’t Kill My Vibe (The LG Mix)                                    | Kendrick Lamar                            | Lady Gaga Kendrick Duckworth Mark Spears Robin Braun Vindahl Friis Lykke Schmidt                                                                                    | Nem jelent meg albumon                                      | 2012 | [ 29 ]        |
| Black Jesus + Amen Fashion                                                | Nincs                                     | Lady Gaga Paul "DJ White Shadow" Blair | Born This Way                                               | 2011 | [ 22 ]        |
| Blade of Grass                                                            | Nincs                                     | Lady Gaga Andrew Watt Gesaffelstein Michael Polansky | Mayhem                                                      | 2025 | [ 17 ]        |
| Bloody Mary                                                               | Nincs                                     | Lady Gaga Fernando Garibay Paul "DJ White Shadow" Blair | Born This Way                                               | 2011 | [ 22 ]        |
| Born This Way                                                             | Nincs                                     | Lady Gaga Jeppe Laursen | Born This Way                                               | 2011 | [ 22 ]        |
| Born This Way (The Country Road Version)                                  | Nincs                                     | Lady Gaga Jeppe Laursen | Born This Way                                               | 2011 | [ 22 ]        |
| Boys Boys Boys                                                            | Nincs                                     | Lady Gaga RedOne | The Fame                                                    | 2008 | [ 18 ]        |
| Brown Eyes                                                                | Nincs                                     | Lady Gaga Rob Fusari | The Fame                                                    | 2008 | [ 18 ]        |
| But Beautiful                                                             | Tony Bennett                              | Jimmy Van Heusen Johnny Burke | Cheek to Cheek                                              | 2014 | [ 23 ]        |
| Carolina                                                                  | Lukas Nelson & Promise of the Real Lucius | Lukas Nelson & Promise of the Real | Lukas Nelson & Promise of the Real                          | 2017 | [ 32 ]        |
| Cheek to Cheek                                                            | Tony Bennett                              | Irving Berlin | Cheek to Cheek                                              | 2014 | [ 23 ]        |
| Chillin’                                                                  | Wale                                      | Lady Gaga Olubowale Akintimehin Gary De Carlo Dale Frashuer Roy C Hammond Paul Leka Andre Christopher Lyon Makeba Riddick Kirk Robinson Marcello Valenzano          | Attention Deficit                                           | 2009 | [ 33 ]        |
| Christmas Tree                                                            | Space Cowboy                              | Lady Gaga Nicolas Dresti | Nem jelent meg albumon                                      | 2008 | [ 18 ]        |
| Chromatica I                                                              | Nincs                                     | Lady Gaga Morgan Kibby | Chromatica                                                  | 2020 | [ 14 ]        |
| Chromatica II                                                             | Nincs                                     | Lady Gaga Morgan Kibby | Chromatica                                                  | 2020 | [ 14 ]        |
| Chromatica III                                                            | Nincs                                     | Lady Gaga Morgan Kibby | Chromatica                                                  | 2020 | [ 14 ]        |
| Close to You                                                              | Nincs                                     | Burt Bacharach Hal David | Harlequin                                                   | 2024 | [ 34 ]        |
| Come to Mama                                                              | Nincs                                     | Lady Gaga Josh Tillman Mark Ronson Emile Haynie | Joanne                                                      | 2016 | [ 16 ]        |
| The Cure                                                                  | Nincs                                     | Lady Gaga Paul "DJ White Shadow" Blair Lukas Nelson Mark Nilan Nick Monson                                                                                          | Nem jelent meg albumon                                      | 2017 | [ 35 ]        |
| Dance in the Dark                                                         | Nincs                                     | Lady Gaga Fernando Garibay | The Fame Monster                                            | 2009 | [ 19 ]        |
| Dancin’ in Circles                                                        | Nincs                                     | Lady Gaga Beck BloodPop Mark Ronson | Joanne                                                      | 2016 | [ 16 ]        |
| Diamond Heart                                                             | Nincs                                     | Lady Gaga Mark Ronson Josh Homme | Joanne                                                      | 2016 | [ 16 ]        |
| Die with a Smile                                                          | Bruno Mars                                | Lady Gaga Bruno Mars Dernst Emile II Andrew Watt James Fauntleroy                                                                                                   | Mayhem                                                      | 2024 | [ 17 ]        |
| Diggin’ My Grave                                                          | Bradley Cooper                            | Paul Kennerley | A Star Is Born                                              | 2018 | [ 20 ]        |
| Disco Heaven                                                              | Nincs                                     | Lady Gaga Rob Fusari Tom Kafafian | The Fame                                                    | 2008 | [ 18 ]        |
| Disease                                                                   | Nincs                                     | Lady Gaga Andrew Watt Cirkut Michael Polansky | Mayhem                                                      | 2024 | [ 17 ]        |
| Do I Love You                                                             | Nincs                                     | Cole Porter | Love for Sale                                               | 2021 | [ 36 ]        |
| Do What U Want                                                            | R. Kelly                                  | Lady Gaga Paul "DJ White Shadow" Blair Martin Bresso R. Kelly William Grigahcine                                                                                    | Artpop                                                      | 2013 | [ 24 ]        |
| Do What U Want (Remix)                                                    | Christina Aguilera                        | Lady Gaga Paul "DJ White Shadow" Blair Martin Bresso R. Kelly William Grigahcine                                                                                    | Nem jelent meg albumon                                      | 2014 | [ 37 ]        |
| Donatella                                                                 | Nincs                                     | Lady Gaga Anton Zaslavski | Artpop                                                      | 2013 | [ 24 ]        |
| Don’t Call Tonight                                                        | Nincs                                     | Lady Gaga Andrew Watt Henry Walter Michael Polansky | Mayhem                                                      | 2025 | [ 17 ]        |
| Don’t Let Me Be Misunderstood                                             | Brian Newman                              | Bennie Benjamin Gloria Caldwell Sol Marcus | Showboat                                                    | 2018 | [ 38 ]        |
| Dope                                                                      | Nincs                                     | Lady Gaga Paul "DJ White Shadow" Blair Nick Monson Dino Zisis | Artpop                                                      | 2013 | [ 24 ]        |
| Dream Dancing                                                             | Tony Bennett                              | Cole Porter | Love for Sale                                               | 2021 | [ 36 ]        |
| The Edge of Glory                                                         | Nincs                                     | Lady Gaga Fernando Garibay Paul "DJ White Shadow" Blair | Born This Way                                               | 2011 | [ 22 ]        |
| The Edge of Glory (Live Version)                                          | Nincs                                     | Lady Gaga Fernando Garibay Paul "DJ White Shadow" Blair | A Very Gaga Holiday                                         | 2011 | [ 39 ]        |
| Eh, Eh (Nothing Else I Can Say)                                           | Nincs                                     | Lady Gaga Martin Kierszenbaum | The Fame                                                    | 2008 | [ 18 ]        |
| Eh, Eh (Nothing Else I Can Say) (Electric Piano & Human Beat Box Version) | Nincs                                     | Lady Gaga Martin Kierszenbaum | The Cherrytree Sessions                                     | 2009 | [ 41 ]        |
| Electric Chapel                                                           | Nincs                                     | Lady Gaga Paul "DJ White Shadow" Blair | Born This Way                                               | 2011 | [ 22 ]        |
| Enigma                                                                    | Nincs                                     | Lady Gaga Morgan Kibby Matthew Burns Jacob "Jkash" Hindlin | Chromatica                                                  | 2020 | [ 14 ]        |
| Ev’ry Time We Say Goodbye                                                 | Nincs                                     | Cole Porter | Cheek to Cheek                                              | 2014 | [ 23 ]        |
| The Fame                                                                  | Nincs                                     | Lady Gaga Martin Kierszenbaum | The Fame                                                    | 2008 | [ 18 ]        |
| Fashion                                                                   | Nincs                                     | Lady Gaga RedOne | Confessions of a Shopaholic                                 | 2009 | [ 42 ]        |
| Fashion!                                                                  | Nincs                                     | Lady Gaga Paul "DJ White Shadow" Blair | Artpop                                                      | 2013 | [ 24 ]        |
| Fashion of His Love                                                       | Nincs                                     | Lady Gaga Fernando Garibay | Born This Way                                               | 2011 | [ 22 ]        |
| Fever                                                                     | Adam Lambert                              | Lady Gaga Rob Fusari Jeff Bhasker | For Your Entertainment                                      | 2006 | [ 43 ]        |
| Find Yourself                                                             | Lukas Nelson & Promise of the Real        | Lukas Nelson & Promise of the Real | Lukas Nelson & Promise of the Real                          | 2017 | [ 32 ]        |
| Firefly                                                                   | Tony Bennett                              | Cy Coleman Carolyn Leigh | Cheek to Cheek                                              | 2014 | [ 23 ]        |
| Folie à Deux                                                              | Nincs                                     | Lady Gaga | Harlequin                                                   | 2024 | [ 34 ]        |
| Folie à Deux (Film Version)                                               | Nincs                                     | Lady Gaga | Joker: Folie à Deux                                         | 2024 | [ 27 ]        |
| Fountain of Truth                                                         | Melle Mel                                 | Lady Gaga Melle Mel Cricket Casey | The Portal in the Park (bonus CD audio book)                | 2006 | [ 44 ]        |
| Free Woman                                                                | Nincs                                     | Lady Gaga BloodPop Axel Hedfors Johannes Klahr | Chromatica                                                  | 2020 | [ 14 ]        |
| Fun Tonight                                                               | Nincs                                     | Lady Gaga BloodPop Matthew Burns Rami Yacoub | Chromatica                                                  | 2020 | [ 14 ]        |
| G.U.Y.                                                                    | Nincs                                     | Lady Gaga Anton Zaslavski | Artpop                                                      | 2013 | [ 24 ]        |
| Garden of Eden                                                            | Nincs                                     | Lady Gaga Andrew Watt Mike Lévy Henry Walter | Mayhem                                                      | 2025 | [ 17 ]        |
| Get Happy (2024)                                                          | Nincs                                     | Harold Arlen Ted Koehler Lady Gaga Michael Polansky | Harlequin                                                   | 2024 | [ 34 ]        |
| Gimme Shelter (Live)                                                      | The Rolling Stones                        | Jagger–Richards | Grrr Live!                                                  | 2023 | [ 45 ]        |
| Gonna Build a Mountain                                                    | Nincs                                     | Leslie Bricusse Anthony Newley | Harlequin                                                   | 2024 | [ 34 ]        |
| Gonna Build a Mountain (Film Version)                                     | Joaquin Phoenix                           | Leslie Bricusse Anthony Newley | Joker: Folie à Deux                                         | 2024 | [ 27 ]        |
| Good Morning                                                              | Nincs                                     | Nacio Herb Brown Arthur Freed Lady Gaga Michael Polansky | Harlequin                                                   | 2024 | [ 34 ]        |
| Goody Goody                                                               | Tony Bennett                              | Matty Malneck Johnny Mercer | Cheek to Cheek                                              | 2014 | [ 23 ]        |
| Government Hooker                                                         | Nincs                                     | Lady Gaga Fernando Garibay Paul "DJ White Shadow" Blair | Born This Way                                               | 2011 | [ 22 ]        |
| Grigio Girls                                                              | Nincs                                     | Lady Gaga Hillary Lindsey Mark Ronson BloodPop | Joanne                                                      | 2016 | [ 16 ]        |
| Gypsy                                                                     | Nincs                                     | Lady Gaga Paul "DJ White Shadow" Blair RedOne | Artpop                                                      | 2013 | [ 24 ]        |
| Hair                                                                      | Nincs                                     | Lady Gaga RedOne | Born This Way                                               | 2011 | [ 22 ]        |
| Happy Mistake                                                             | Nincs                                     | Lady Gaga BloodPop | Harlequin                                                   | 2024 | [ 34 ]        |
| Hair Body Face                                                            | Nincs                                     | Lady Gaga Mark Nilan Jr. Nick Monson Paul "DJWS" Blair | A Star Is Born                                              | 2018 | [ 20 ]        |
| Heal Me                                                                   | Nincs                                     | Lady Gaga Mark Nilan Jr. Nick Monson Paul "DJWS" Blair Julia Michaels Justin Tranter                                                                                | A Star Is Born                                              | 2018 | [ 20 ]        |
| Heavy Metal Lover                                                         | Nincs                                     | Lady Gaga Fernando Garibay | Born This Way                                               | 2011 | [ 22 ]        |
| Hello, Hello                                                              | Elton John                                | Lady Gaga Bernie Taupin Elton John | Nem jelent meg albumon                                      | 2011 | [ 47 ]        |
| Hey Girl                                                                  | Florence Welch                            | Lady Gaga Florence Welch Mark Ronson | Joanne                                                      | 2016 | [ 16 ]        |
| Highway Unicorn (Road to Love)                                            | Nincs                                     | Lady Gaga Fernando Garibay Paul "DJ White Shadow" Blair RedOne | Born This Way                                               | 2011 | [ 22 ]        |
| Hold My Hand                                                              | Nincs                                     | Lady Gaga BloodPop | Top Gun: Maverick (Music from the Motion Picture)           | 2022 | [ 48 ]        |
| How Bad Do U Want Me                                                      | Nincs                                     | Lady Gaga Andrew Watt Henry Walter Michael Polansky | Mayhem                                                      | 2025 | [ 17 ]        |
| I Can’t Give You Anything But Love                                        | Tony Bennett                              | Jimmy McHugh Dorothy Fields | Cheek to Cheek                                              | 2014 | [ 23 ]        |
| I Concentrate on You                                                      | Tony Bennett                              | Cole Porter | Love for Sale                                               | 2021 | [ 36 ]        |
| I Don’t Know What Love Is                                                 | Bradley Cooper                            | Lady Gaga Lukas Nelson | A Star Is Born                                              | 2018 | [ 20 ]        |
| I Get a Kick Out of You                                                   | Tony Bennett                              | Cole Porter | Love for Sale                                               | 2021 | [ 36 ]        |
| I Like It Rough                                                           | Nincs                                     | Lady Gaga Martin Kierszenbaum | The Fame                                                    | 2008 | [ 18 ]        |
| I Wanna Be With You (Live at iTunes Festival 2013)                        | Nincs                                     | Ismeretlen | Artpop                                                      | 2013 | [ 24 ]        |
| I Want Your Love                                                          | Nile Rodgers Chic                         | Nile Rodgers Bernard Edwards | It’s About Time                                             | 2018 | [ 51 ]        |
| I Won’t Dance                                                             | Tony Bennett                              | Jerome Kern Oscar Hammerstein II Otto Harbach | Cheek to Cheek                                              | 2014 | [ 23 ]        |
| I’ll Never Love Again (Extended Version)                                  | Nincs                                     | Lady Gaga Natalie Hemby Hillary Lindsey Aaron Raitiere | A Star Is Born                                              | 2018 | [ 20 ]        |
| I’ll Never Love Again (Film Version)                                      | Bradley Cooper                            | Lady Gaga Natalie Hemby Hillary Lindsey Aaron Raitiere | A Star Is Born                                              | 2018 | [ 20 ]        |
| I’ve Got the World on a String (Film Version)                             | Nincs                                     | Harold Arlen Ted Koehler | Joker: Folie à Deux                                         | 2024 | [ 27 ]        |
| I've Got You Under My Skin                                                | Tony Bennett                              | Cole Porter | Love for Sale                                               | 2021 | [ 36 ]        |
| If My Friends Could See Me Now                                            | Nincs                                     | Cy Coleman Dorothy Fields Lady Gaga Michael Polansky | Harlequin                                                   | 2024 | [ 34 ]        |
| If My Friends Could See Me Now (Film Version)                             | Joaquin Phoenix                           | Cy Coleman Dorothy Fields | Joker: Folie à Deux                                         | 2024 | [ 27 ]        |
| Is That Alright?                                                          | Nincs                                     | Lady Gaga Mark Nilan Jr. Nick Monson Paul "DJWS" Blair Aaron Raitiere                                                                                               | A Star Is Born                                              | 2018 | [ 20 ]        |
| It Don’t Mean a Thing (If It Ain’t Got That Swing)                        | Tony Bennett                              | Duke Ellington Irving Mills | Cheek to Cheek                                              | 2014 | [ 23 ]        |
| It’s De-Lovely                                                            | Tony Bennett                              | Cole Porter | Love for Sale                                               | 2021 | [ 36 ]        |
| Jewels N’ Drugs                                                           | T.I. Too Short Twista                     | Lady Gaga Paul "DJ White Shadow" Blair Nick Monson Dino Zisis Twista Too Short Clifford Harris                                                                      | Artpop                                                      | 2013 | [ 24 ]        |
| Joanne                                                                    | Nincs                                     | Lady Gaga Mark Ronson | Joanne                                                      | 2016 | [ 16 ]        |
| Joanne (Where Do You Think You’re Goin’?) [Piano Version]                 | Nincs                                     | Lady Gaga Mark Ronson | Nem jelent meg albumon                                      | 2018 | [ 52 ]        |
| John Wayne                                                                | Nincs                                     | Lady Gaga Mark Ronson | Joanne                                                      | 2016 | [ 16 ]        |
| The Joker                                                                 | Nincs                                     | Leslie Bricusse Anthony Newley | Harlequin                                                   | 2024 | [ 34 ]        |
| Judas                                                                     | Nincs                                     | Lady Gaga RedOne | Born This Way                                               | 2011 | [ 22 ]        |
| Just Another Day                                                          | Nincs                                     | Lady Gaga | Joanne                                                      | 2016 | [ 16 ]        |
| Just Dance                                                                | Colby O’Donis                             | Lady Gaga Aliaun Thiam RedOne | The Fame                                                    | 2008 | [ 18 ]        |
| Just Dance (Stripped Down Version)                                        | Nincs                                     | Lady Gaga Aliaun Thiam RedOne | The Cherrytree Sessions                                     | 2009 | [ 41 ]        |
| Killah                                                                    | Gesaffelstein                             | Lady Gaga Andrew Watt Mike Lévy Henry Walter | Mayhem                                                      | 2025 | [ 17 ]        |
| La Vie en rose                                                            | Nincs                                     | Édith Piaf Louiguy Marguerite Monnot | A Star Is Born                                              | 2018 | [ 20 ]        |
| La Vie en rose (Live)                                                     | Nincs                                     | Édith Piaf Louiguy Marguerite Monnot | Tony Bennett Celebrates 90                                  | 2016 | [ 56 ]        |
| The Lady Is a Tramp                                                       | Tony Bennett                              | Richard Rodgers Lorenz Hart | Duets II                                                    | 2011 | [ 57 ]        |
| The Lady Is a Tramp (Live)                                                | Nincs                                     | Richard Rodgers Lorenz Hart | Tony Bennett Celebrates 90                                  | 2016 | [ 56 ]        |
| Let’s Do It (Let’s Fall In Love)                                          | Nincs                                     | Cole Porter | Love for Sale                                               | 2021 | [ 36 ]        |
| Let’s Face the Music and Dance                                            | Tony Bennett                              | Irving Berlin | Cheek to Cheek                                              | 2014 | [ 23 ]        |
| Look What I Found                                                         | Nincs                                     | Lady Gaga Mark Nilan Jr. Nick Monson Paul "DJWS" Blair Lukas Nelson Aaron Raitiere                                                                                  | A Star Is Born                                              | 2018 | [ 20 ]        |
| LoveDrug                                                                  | Nincs                                     | Lady Gaga Andrew Watt Henry Walter Michael Polansky | Mayhem                                                      | 2025 | [ 17 ]        |
| Love for Sale                                                             | Tony Bennett                              | Cole Porter | Love for Sale                                               | 2021 | [ 36 ]        |
| Love Me Right                                                             | Nincs                                     | Ismeretlen | Chromatica                                                  | 2020 | [ 14 ]        |
| LoveGame                                                                  | Nincs                                     | Lady Gaga RedOne | The Fame                                                    | 2008 | [ 18 ]        |
| Lush Life                                                                 | Nincs                                     | Billy Strayhorn | Cheek to Cheek                                              | 2014 | [ 23 ]        |
| Manicure                                                                  | Nincs                                     | Lady Gaga Paul "DJ White Shadow" Blair Dino Zisis Nick Monson | Artpop                                                      | 2013 | [ 24 ]        |
| Marry the Night                                                           | Nincs                                     | Lady Gaga Fernando Garibay | Born This Way                                               | 2011 | [ 22 ]        |
| Mary Jane Holland                                                         | Nincs                                     | Lady Gaga Hugo Leclercq | Artpop                                                      | 2013 | [ 24 ]        |
| Million Reasons                                                           | Nincs                                     | Lady Gaga Hillary Lindsey | Joanne                                                      | 2016 | [ 16 ]        |
| Million Reasons (Work Tape)                                               | Nincs                                     | Lady Gaga Hillary Lindsey | Joanne                                                      | 2016 | [ 58 ]        |
| Money Honey                                                               | Nincs                                     | Lady Gaga Bilal Hajji RedOne | The Fame                                                    | 2008 | [ 18 ]        |
| Monster                                                                   | Nincs                                     | Lady Gaga Nick Dresti RedOne | The Fame Monster                                            | 2009 | [ 19 ]        |
| Music to My Eyes                                                          | Bradley Cooper                            | Lady Gaga Lukas Nelson | A Star Is Born                                              | 2018 | [ 20 ]        |
| Nature Boy                                                                | Tony Bennett                              | eden ahbez | Cheek to Cheek                                              | 2014 | [ 23 ]        |
| Night and Day                                                             | Tony Bennett                              | Cole Porter | Love for Sale                                               | 2021 | [ 36 ]        |
| Oh, When the Saints                                                       | Nincs                                     | Hagyományos Lady Gaga Michael Polansky | Harlequin                                                   | 2024 | [ 34 ]        |
| Orange Colored Sky                                                        | Nincs                                     | Milton DeLugg Willie Stein | A Very Gaga Holiday                                         | 2011 | [ 39 ]        |
| Paparazzi                                                                 | Nincs                                     | Lady Gaga Rob Fusari | The Fame                                                    | 2008 | [ 18 ]        |
| Paper Gangsta                                                             | Nincs                                     | Lady Gaga RedOne | The Fame                                                    | 2008 | [ 18 ]        |
| Perfect Celebrity                                                         | Nincs                                     | Lady Gaga Andrew Watt Mike Lévy Henry Walter | Mayhem                                                      | 2025 | [ 17 ]        |
| Perfect Illusion                                                          | Nincs                                     | Lady Gaga Kevin Parker Mark Ronson | Joanne                                                      | 2016 | [ 16 ]        |
| Plastic Doll                                                              | Nincs                                     | Lady Gaga BloodPop Skrillex Rami Yacoub Jacob "Jkash" Hindlin | Chromatica                                                  | 2020 | [ 14 ]        |
| Poker Face                                                                | Nincs                                     | Lady Gaga RedOne | The Fame                                                    | 2008 | [ 18 ]        |
| Poker Face (Piano & Voice Version)                                        | Nincs                                     | Lady Gaga RedOne | The Cherrytree Sessions                                     | 2009 | [ 41 ]        |
| Rain on Me                                                                | Ariana Grande                             | Lady Gaga BloodPop Ariana Grande Matthew Burns Nija Charles Rami Yacoub Martin Joseph Léonard Bresso Alexander Ridha                                                | Chromatica                                                  | 2020 | [ 14 ]        |
| Replay                                                                    | Nincs                                     | Lady Gaga BloodPop Matthew Burns | Chromatica                                                  | 2020 | [ 14 ]        |
| Retro Dance Freak                                                         | Nincs                                     | Lady Gaga Rob Fusari | The Fame                                                    | 2008 | [ 18 ]        |
| The Queen                                                                 | Nincs                                     | Lady Gaga Fernando Garibay | Born This Way                                               | 2011 | [ 22 ]        |
| Scheiße                                                                   | Nincs                                     | Lady Gaga RedOne | Born This Way                                               | 2011 | [ 22 ]        |
| Sexxx Dreams                                                              | Nincs                                     | Lady Gaga Paul "DJ White Shadow" Blair Martin Bresso William Grigahcine                                                                                             | Artpop                                                      | 2013 | [ 24 ]        |
| Shadow of a Man                                                           | Nincs                                     | Lady Gaga Andrew Watt Henry Walter | Mayhem                                                      | 2025 | [ 17 ]        |
| Shallow                                                                   | Bradley Cooper                            | Lady Gaga Mark Ronson Anthony Rossomando Andrew Wyatt | A Star Is Born                                              | 2018 | [ 20 ]        |
| Sine from Above                                                           | Elton John                                | Lady Gaga BloodPop Elton John Axel Hedfors Rami Yacoub Richard Zastenker Vincent Pontare Sebastian Ingrosso Johannes Klahr Benjamin Rice Ryan Tedder Salem Al Fakir | Chromatica                                                  | 2020 | [ 14 ]        |
| Sine from Above (Piano Version)                                           | Nincs                                     | Lady Gaga BloodPop Elton John Axel Hedfors Rami Yacoub Richard Zastenker Vincent Pontare Sebastian Ingrosso Johannes Klahr Benjamin Rice Ryan Tedder Salem Al Fakir | Nem jelent meg albumon                                      | 2020 | [ 59 ]        |
| Sinner’s Prayer                                                           | Nincs                                     | Lady Gaga Josh Tillman Mark Ronson Thomas Brenneck | Joanne                                                      | 2016 | [ 16 ]        |
| Smile                                                                     | Nincs                                     | Charlie Chaplin John Turner Geoffrey Parsons | Harlequin                                                   | 2024 | [ 34 ]        |
| So Happy I Could Die                                                      | Nincs                                     | Lady Gaga Nick Dresti RedOne | The Fame Monster                                            | 2009 | [ 19 ]        |
| Sour Candy                                                                | Blackpink                                 | Lady Gaga BloodPop Matthew Burns Rami Yacoub Madison Emiko Love Teddy Park                                                                                          | Chromatica                                                  | 2020 | [ 14 ]        |
| Speechless                                                                | Nincs                                     | Lady Gaga | The Fame Monster                                            | 2009 | [ 19 ]        |
| Stache (Princess High Stache Mix)                                         | Zedd                                      | Anton Zaslavski Lady Gaga | Nem jelent meg albumon                                      | 2012 | [ 61 ]        |
| Starstruck                                                                | Space Cowboy Flo Rida                     | Lady Gaga Martin Kierszenbaum Nick Dresti Tramar Dillard | The Fame                                                    | 2008 | [ 18 ]        |
| Stuck on Fuckin’ You                                                      | Nincs                                     | Lady Gaga | Nem jelent meg albumon                                      | 2011 | [ 62 ]        |
| Stupid Love                                                               | Nincs                                     | Lady Gaga BloodPop Max Martin Martin Joseph Léonard Bresso Ely Rise                                                                                                 | Chromatica                                                  | 2020 | [ 14 ]        |
| Summerboy                                                                 | Nincs                                     | Lady Gaga Brian Kierulf Josh Schwartz | The Fame                                                    | 2008 | [ 18 ]        |
| Sweet Sounds of Heaven                                                    | The Rolling Stones Stevie Wonder          | Keith Richards Mick Jagger | Hackney Diamonds                                            | 2023 | [ 63 ]        |
| Swine                                                                     | Nincs                                     | Lady Gaga Paul "DJ White Shadow" Blair Dino Zisis Nick Monson | Artpop                                                      | 2013 | [ 24 ]        |
| Teeth                                                                     | Nincs                                     | Lady Gaga Taja Riley | The Fame Monster                                            | 2009 | [ 19 ]        |
| Telephone                                                                 | Beyoncé                                   | Lady Gaga Beyoncé Knowles LaShawn Daniels Lazonate Franklin Rodney Jerkins                                                                                          | The Fame Monster                                            | 2009 | [ 19 ]        |
| That’s Entertainment                                                      | Nincs                                     | Arthur Schwartz | Harlequin                                                   | 2024 | [ 34 ]        |
| That’s Entertainment (Film Version)                                       | Nincs                                     | Arthur Schwartz Howard Dietz | Joker: Folie à Deux                                         | 2024 | [ 27 ]        |
| That’s Life                                                               | Nincs                                     | Dean Kay Kelly Gordon | Harlequin                                                   | 2024 | [ 34 ]        |
| That’s Life (Film Version)                                                | Nincs                                     | Dean Kay Kelly Gordon | Joker: Folie à Deux                                         | 2024 | [ 27 ]        |
| They All Laughed                                                          | Tony Bennett                              | George Gershwin Ira Gershwin | Cheek to Cheek                                              | 2014 | [ 23 ]        |
| (They Long to Be) Close to You (Film Version)                             | Joaquin Phoenix                           | Burt Bacharach Hal David | Joker: Folie à Deux                                         | 2024 | [ 27 ]        |
| Til It Happens to You                                                     | Nincs                                     | Lady Gaga Diane Warren | The Hunting Ground                                          | 2015 | [ 64 ]        |
| To Love Somebody                                                          | Joaquin Phoenix                           | Barry Gibb Robin Gibb | Joker: Folie à Deux                                         | 2024 | [ 27 ]        |
| Vanish into You                                                           | Nincs                                     | Lady Gaga Andrew Watt Henry Walter Michael Polansky | Mayhem                                                      | 2025 | [ 17 ]        |
| Vanity                                                                    | Nincs                                     | Lady Gaga Rob Fusari Thomas Kafafian | Nem jelent meg albumon                                      | 2008 | [ 65 ] [ 66 ] |
| Venus                                                                     | Nincs                                     | Lady Gaga Paul "DJ White Shadow" Blair | Artpop                                                      | 2013 | [ 24 ]        |
| Video Phone (Extended Remix)                                              | Beyoncé                                   | Beyoncé Knowles Lady Gaga Sean Garrett Shondrae Crawford | I Am... Sasha Fierce                                        | 2009 | [ 67 ]        |
| We’re Doing a Sequel                                                      | The Muppets Tony Bennett                  | Bret McKenzie | Muppets Most Wanted                                         | 2014 | [ 68 ]        |
| White Christmas                                                           | Nincs                                     | Irving Berlin | A Very Gaga Holiday                                         | 2011 | [ 39 ]        |
| Why Did You Do That?                                                      | Nincs                                     | Lady Gaga Dianne Warren Mark Nilan Jr. Nick Monson Paul "DJWS" Blair                                                                                                | A Star Is Born                                              | 2018 | [ 20 ]        |
| Winter Wonderland                                                         | Tony Bennett                              | Felix Bernard Richard B. Smith | Nem jelent meg albumon                                      | 2014 | [ 69 ]        |
| World Family Tree                                                         | Melle Mel                                 | Melle Mel Lady Gaga | The Portal in the Park (bonus CD audio book)                | 2006 | [ 44 ]        |
| World on a String                                                         | Nincs                                     | Harold Arlen Ted Koehler | Harlequin                                                   | 2024 | [ 34 ]        |
| You and I                                                                 | Nincs                                     | Lady Gaga | Born This Way                                               | 2011 | [ 22 ]        |
| You and I (Live Version)                                                  | Nincs                                     | Lady Gaga | A Very Gaga Holiday                                         | 2011 | [ 39 ]        |
| Your Song                                                                 | Nincs                                     | Elton John Bernie Taupin | Revamp: Reimagining the Songs of Elton John & Bernie Taupin | 2018 | [ 70 ]        |
| You’re the Top                                                            | Tony Bennett                              | Cole Porter | Love for Sale                                               | 2021 | [ 36 ]        |
| Zombieboy                                                                 | Nincs                                     | Lady Gaga Andrew Watt Henry Walter James Fauntleroy | Mayhem                                                      | 2025 | [ 17 ]        |